# Il nudo e il morto (film)
Il nudo e il morto (The Naked and the Dead) è un film del 1958 diretto da Raoul Walsh e tratto dall'omonimo romanzo di Norman Mailer, basato sulle esperienze belliche vissute dall'autore durante la seconda guerra mondiale.